# Ост, Альфред
Альфред Ост (14 февраля 1884 — 9 октября 1945) — бельгийский художник. Завоевал бронзовую награду на Олимпийских играх 1920 года.

## Биография
Ост начал заниматься живописью в 1901 году. Во время Первой мировой войны он жил в Нидерландах, где посвятил себя помощи нуждающимся и военнопленным. В 1919 году он переехал в Антверпен.
В 1920 году Ост участвовал в художественных соревнованиях на Летних Олимпийских играх. За картину «Joueur de Football» (рус. Футболист) получил бронзовую медаль. Он уступил лишь французской художнице Генриетте Бросин де Полански и её картине «Прыжок» (золотую медаль не присуждали).
Во время Второй мировой войны была введена карточная система на продукты питания и другие товары. Ост часто терял свои купоны на пищевые продукты. Художник нашёл убежище в иезуитском колледже в Антверпене. В обмен на помощь он предложил сделать роспись интерьера колледжа. Иезуитам понравились первые этапы работы, и они заказали ещё, на этот раз над одной из входных дверей, ведущих к часовне. После получения многих положительных откликов ему предложили сделать рисунки на всех стенах по всему колледжу. Работы изображают жизнь Франциска Ксаверия, покровителя колледжа и члена иезуитского ордена, управляющего колледжем. Из-за войны трудно было достать краски, так что рисунки были сделаны древесным углём. Уже после смерти художника был нанесён дополнительный защитный слой, благодаря которому картины до сих пор являются гордостью колледжа.
Умер Альфред Ост 9 октября 1945 года. В Мехелене, где в здании средневековых Брюссельских ворот у художника был мастерская, есть улица, названная в его честь.

## Работы

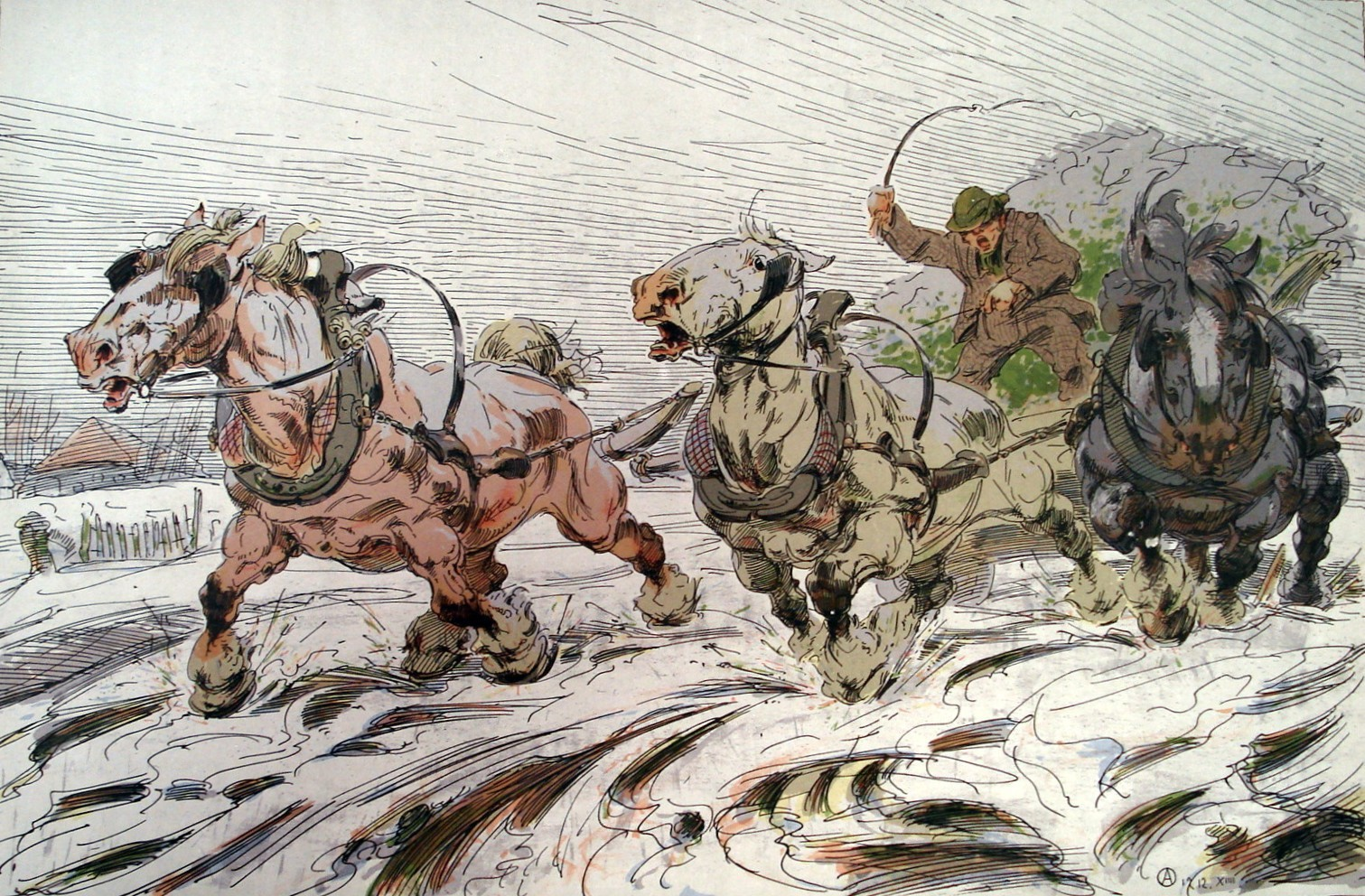
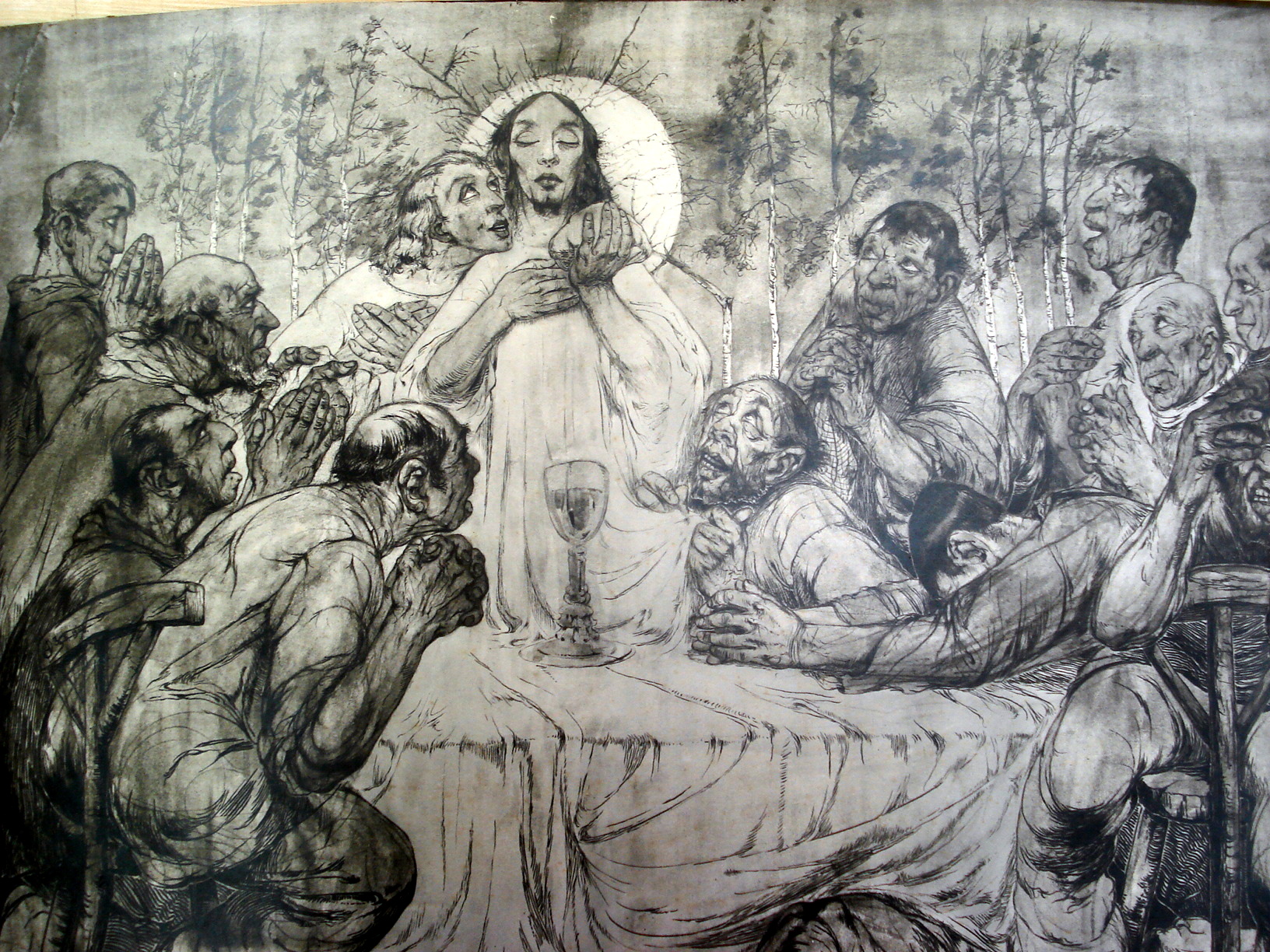
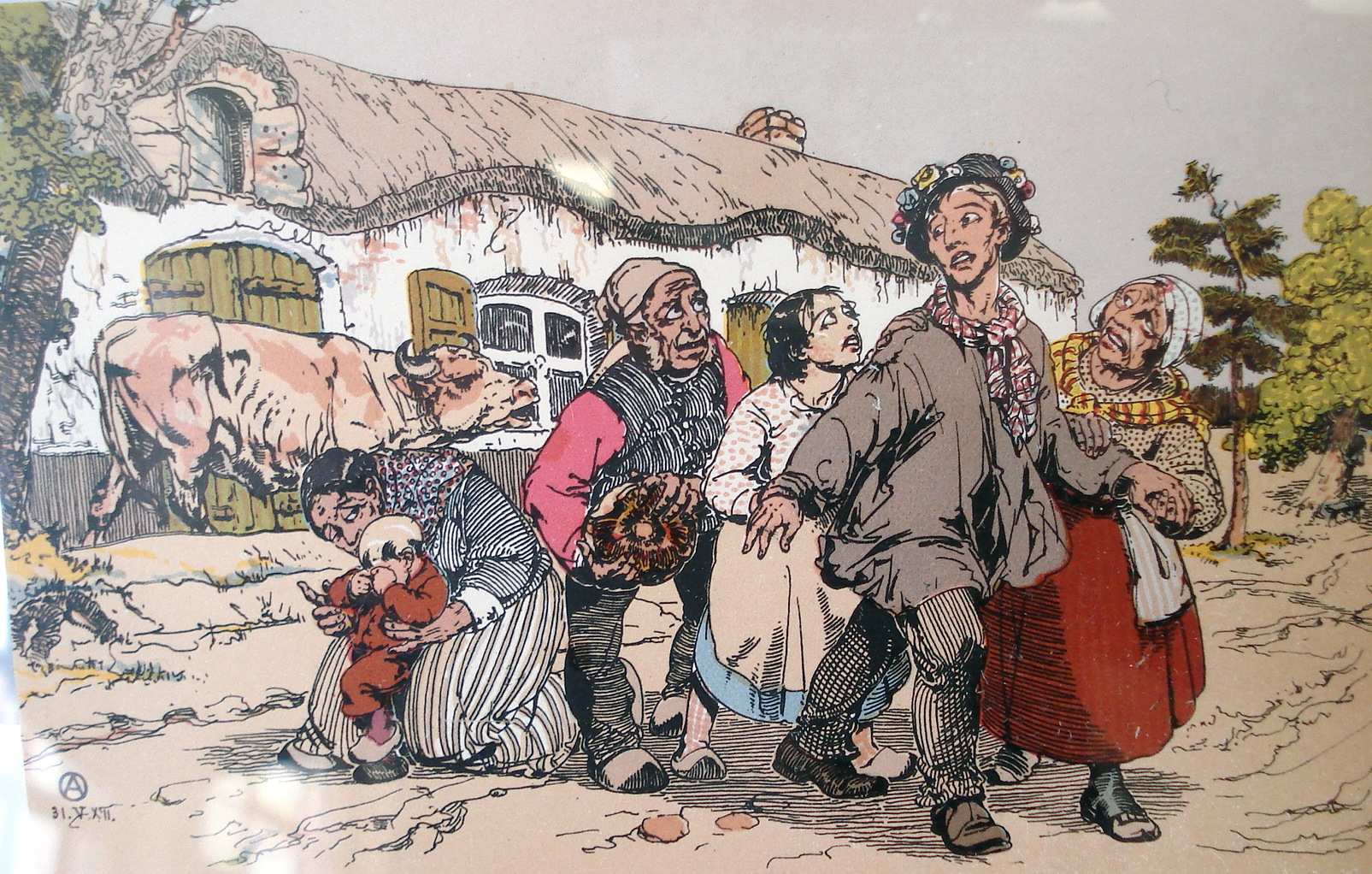
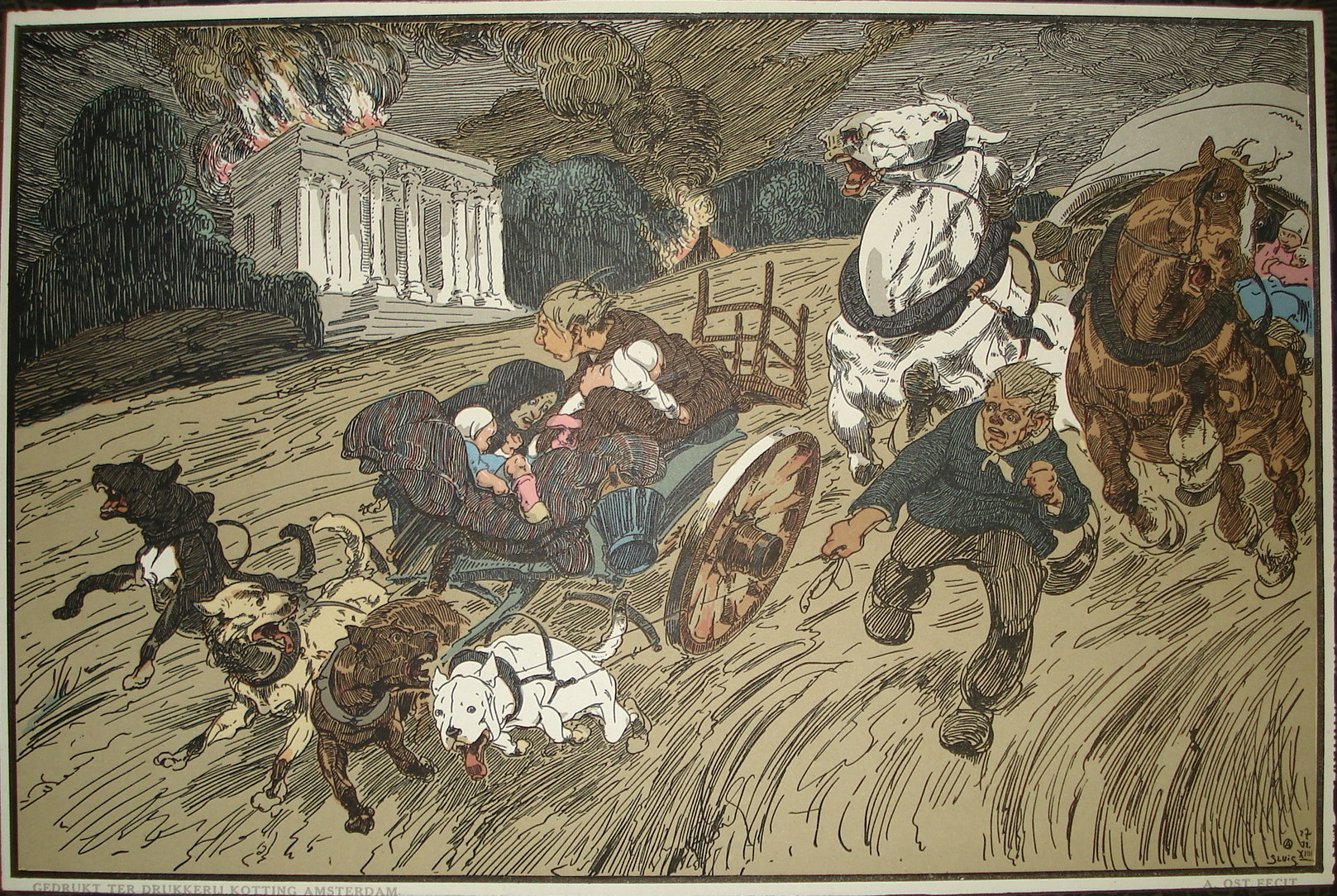
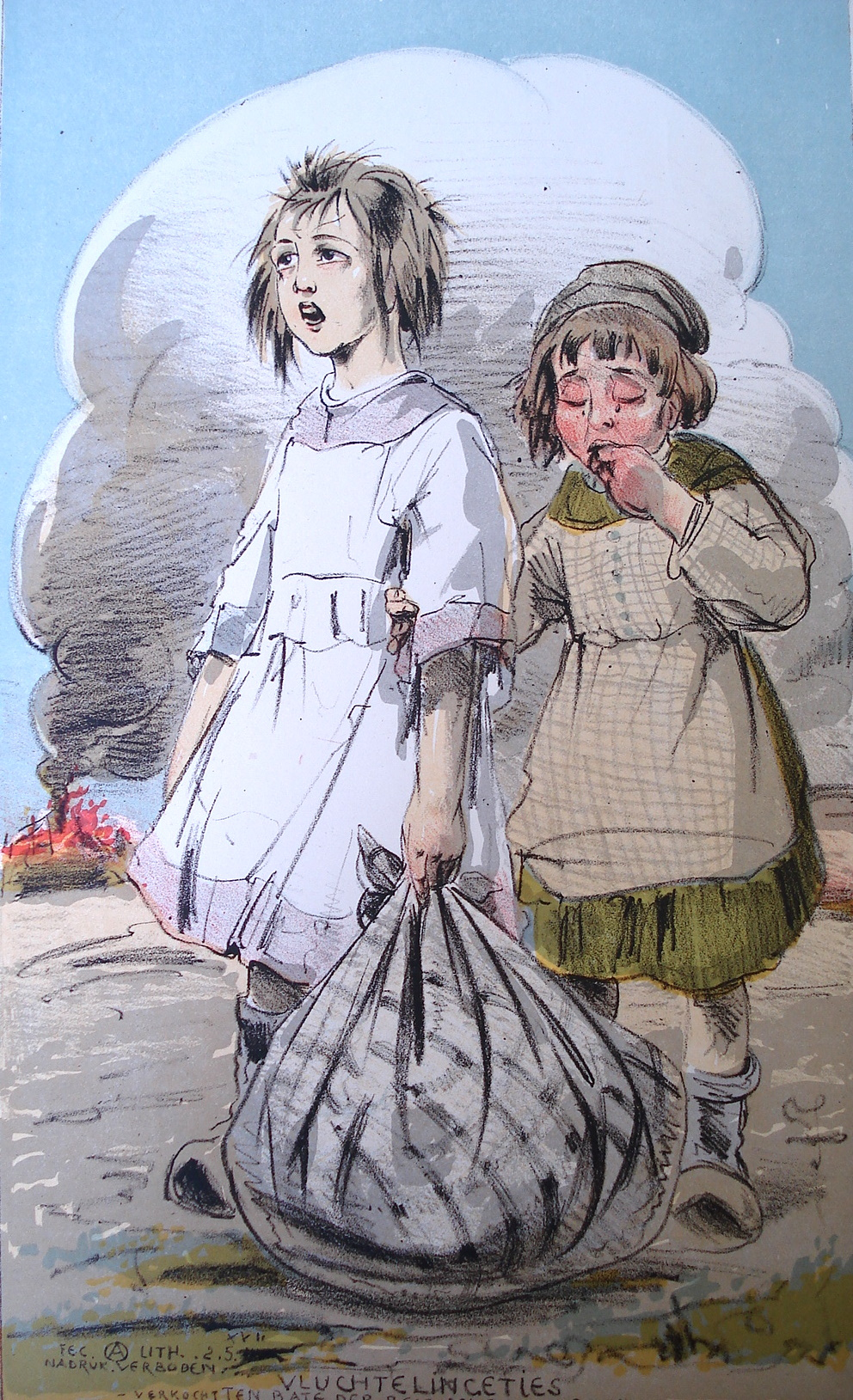
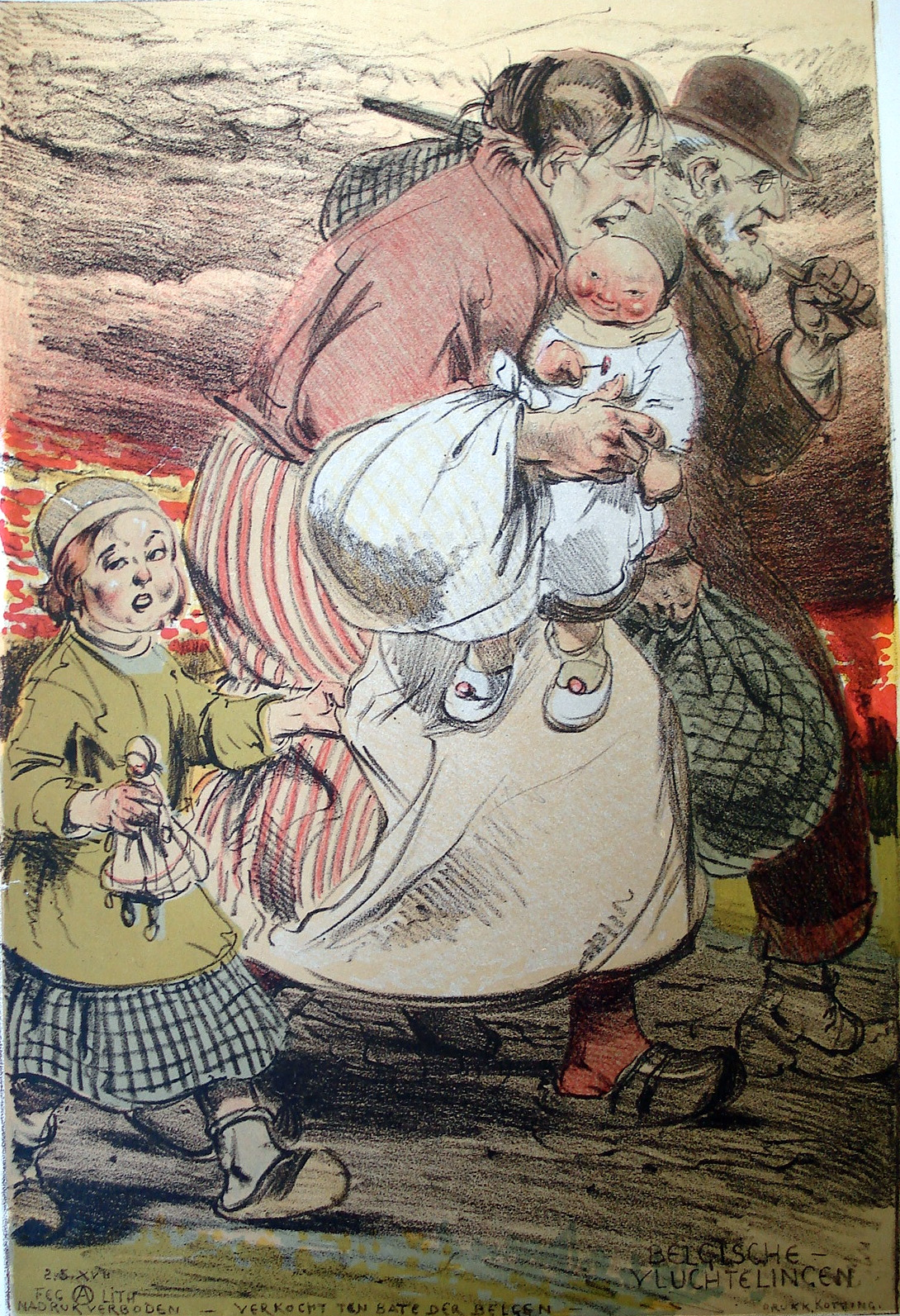
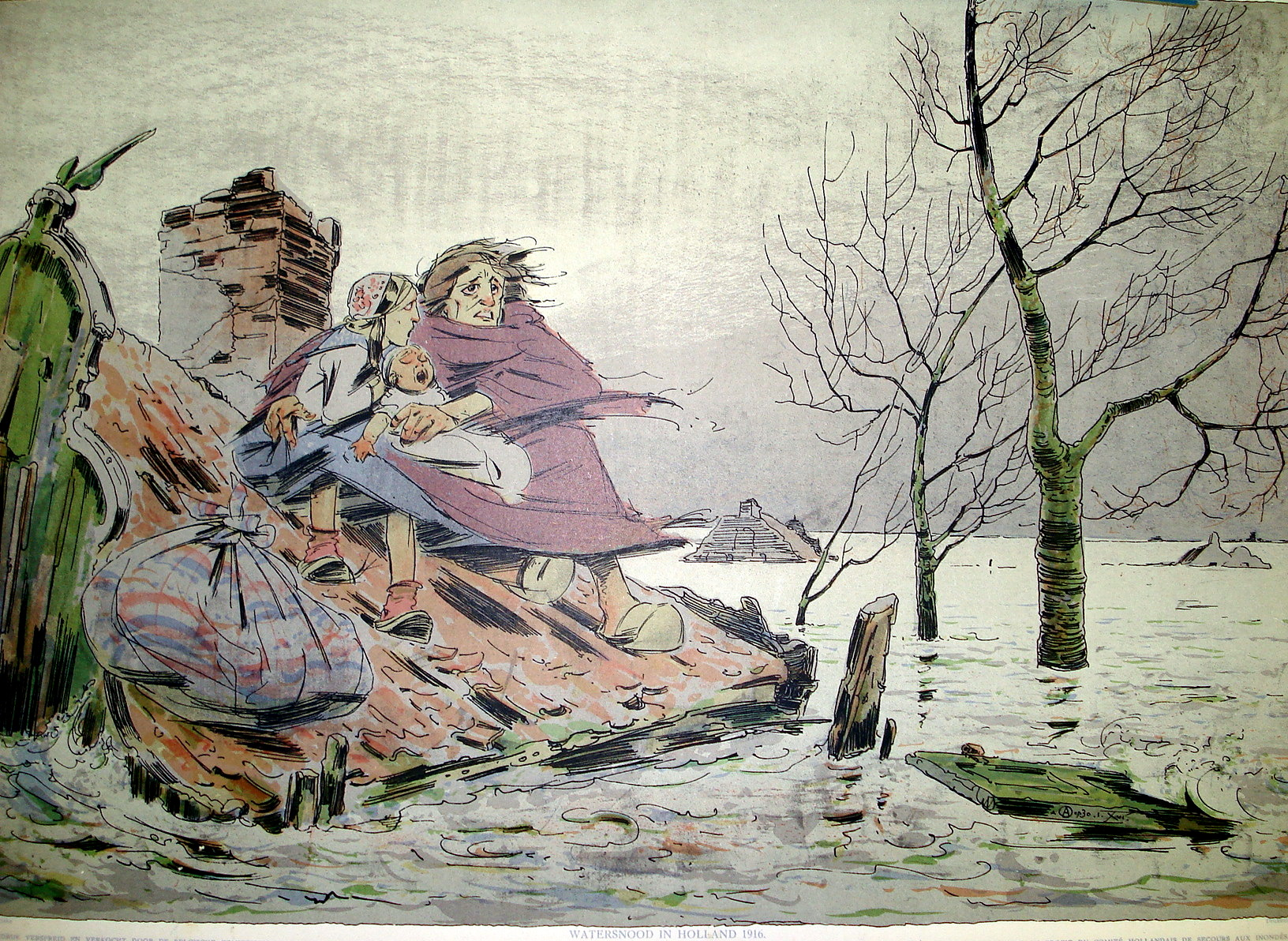